# Nat Wolff

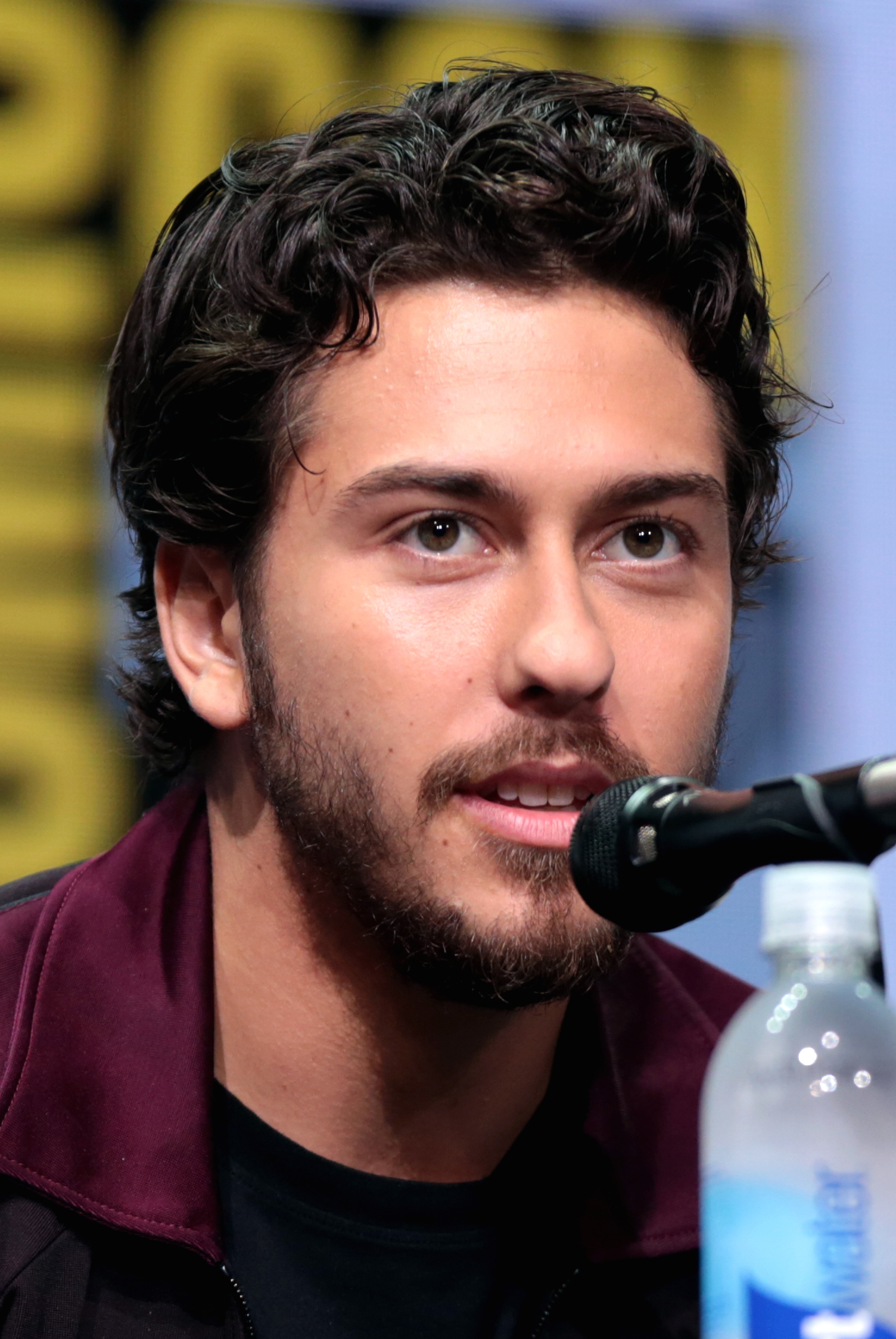
Nat Wolff auf der Comic-Con in San Diego 2017

Nathaniel Marvin „Nat“ Wolff (* 17. Dezember 1994 in Los Angeles, Kalifornien) ist ein US-amerikanischer Schauspieler und Musiker. Bekannt wurde Wolff als Hauptdarsteller der TV-Serie und des Films The Naked Brothers Band. Er ist der Bandleader, singt, schreibt Musik und Text und spielt Keyboard, Klavier und Gitarre.

## Privatleben
Nat Wolff ist der älteste Sohn der Produzentin, Drehbuchautorin und Regisseurin Polly Draper und des Jazz-Musikers Michael Wolff.
Er lebt mit seinen Eltern und seinem jüngeren Bruder Alex Wolff in Manhattan, New York.

## Leistungen, Karriere
Nat Wolff hat immer wieder Schilder mit „I want to be a child actor!“ (engl. für „Ich möchte Kinderschauspieler sein!“) an seine Zimmertür geheftet. Seine Mutter, Polly Draper, lehnte diesen Wunsch zunächst ab. Sie wollte, dass ihre Kinder ein „normales“ Leben führen. Um seinen Bitten nachzukommen, ließ sie ihn schließlich seine eigene Sitcom mit dem Titel „Don´t Eat Off My Plate“ drehen. Daraufhin änderte Draper ihre Meinung und er durfte ein Kinderdarsteller werden. Sie entschied sich, einen Film über die Kinderband zu drehen, die Nat im Vorschulalter mit Freunden gegründet hatte: The Naked Brothers Band.
Nach dem Erfolg von The Naked Brothers Band: Der Film auf dem Hamptons International Film Festival (2005) folgte die gleichnamige TV-Serie (2007 bis heute).
Er machte in der Folge der Terroranschläge des 11. September 2001 erstmals auf sich aufmerksam, als er seinen Geburtstag in einer Feuerwache feierte und dabei ein selbst geschriebenes Lied, „Firefighter“, vortrug. Der Text wurde später von ihm verändert und unter dem Titel „Rosalina“, aus dem ersten Film bekannt.
Nat Wolff spielte auch in Off-Broadway-Theatern in „Getting Into Heaven“ und „The Heart Of Baghdad“.
Nach eigenen Angaben inspirierten ihn besonders die Beatles zu seinen Kompositionen. Über sie und seine Arbeit sagt Wolff: „I always loved it. I love the Beatles. I know every Beatles song. I wanted to be like them. It's all based on reality. It's not like work. It's things we might say or do or want to say or do. I like the feeling of creating something that wasn't there. If we have another season, I'm totally getting ideas.“ (Übersetzung: „Ich habe es immer geliebt. Ich liebe die Beatles. Ich kenne jedes Lied der Beatles. Ich will so wie sie sein. Es beruht alles auf der Realität. Es ist nicht wie Arbeit. Es sind Dinge, die wir sagen könnten oder sagen wollen oder tun. Ich liebe es, etwas zu kreieren, das noch nicht da war. Wenn wir eine weitere Staffel machen, bekomme ich viele Ideen.“) In Interviews beschrieb er seine Verehrung für die Beatles als Obsession.
Nat Wolff gilt als der jüngste Songschreiber der einen Hit schrieb. Er schreibt Lieder seit er fünf Jahre alt ist. Das Lied „Crazy Car“ verfasste er mit sechs Jahren. Bereits 2007 hatte Nat Wolff 150 Lieder geschrieben. Gleich nach seiner Veröffentlichung als Single (2007) gelangte „Crazy Car“ in die Top 100 verschiedener US-Charts. Es zählt zum sogenannten „Bubblegum-Pop“. Die darauf folgenden Alben „The Naked Brothers Band“ (2007) und „I Don't Want To Go To School“ (2008) konnten sich mehrere Wochen in den Billboard Charts behaupten.
Nat Wolff unterstützte bei den US-Präsidentschaftswahlen Barack Obama. Er schrieb ein Lied mit dem Titel „Yes, we can!“, dem Wahlspruch Obamas. In der TV-Serie The Naked Brothers Band hatte es im „Christmas Special“ seine Premiere. Dort singt er es gemeinsam mit Natasha Bedingfield und Leon Thomas.
In seinem 14. Lebensjahr hat sich der Stimmbruch endgültig durchgesetzt. Das war nicht, wie bei vielen Kinderstars, das Ende seiner Sangeskarriere. Bei Live-Auftritten Anfang 2009, u. a. bei einer AOL-Session, überzeugte er mit seiner neuen Stimme seine Anhänger. Neben neuen, selbst komponierten Liedern hat Wolff den Bruce Springsteen Klassiker „Dancing In The Dark“ gecovert.
Die Brüder Wolff sind als „Nat & Alex“ auf Tour. Mit Nat & Alex: Fully Dressed And On Tour starteten sie im Herbst 2008 ihr Tourdebüt in den USA. Am 4. Juli begann die aktuelle Nat & Alex Summer Road Trip Tour 2009 in St. Louis.
2010 stand Nat Wolff zusammen mit Schauspielern wie unter anderem Jeffrey Dean Morgan, Jane Fonda und Elizabeth Olsen vor der Kamera um den 2011 erschienenen Film Peace, Love & Misunderstanding" zu drehen.
2014 war er in der Romanverfilmung Das Schicksal ist ein mieser Verräter zu sehen. Er spielt dort Isaac, den besten Freund der Hauptfigur. Im Sommer 2015 wurde der Film Margos Spuren veröffentlicht, bei dem es sich ebenfalls um die Verfilmung eines Romans von John Green handelt, und in dem Wolff an der Seite von Cara Delevingne die Hauptfigur Quentin Jacobsen darstellt.

## Filmografie
- 2005: The Naked Brothers Band: Der Film (The Naked Brothers Band: The Movie)
- 2007–2008: The Naked Brothers Band (The Naked Brothers Band)
- 2009: Mr. Troop Mom – Das verrückte Feriencamp (Mr. Troop Mom)
- 2011: Happy New Year (New Year’s Eve)
- 2012: Peace, Love & Misunderstanding
- 2012: Love Stories (Stuck in Love)
- 2013: Zugelassen – Gib der Liebe eine Chance (Admission)
- 2013: Palo Alto
- 2014: Das Schicksal ist ein mieser Verräter (The Fault in Our Stars)
- 2014: Behaving Badly – Brav sein war gestern (Behaving Badly)
- 2015: Grandma
- 2015: Margos Spuren (Paper Towns)
- 2015: Man lernt nie aus (The Intern)
- 2015: Ashby
- 2016: Stürmische Ernte – In Dubious Battle (In Dubious Battle)
- 2017: Death Note
- 2017: Liebe zu Besuch (Home Again)
- 2019: Good Posture
- 2019: The Kill Team
- 2019: Semper Fi
- 2020: Mortal – Mut ist unsterblich (Mortal)
- 2020: Body Cam – Unsichtbares Grauen (Body Cam)
- 2020: Mainstream
- 2022: Mord in Yellowstone City (Murder at Yellowstone City)
- 2023: The Consultant (Fernsehserie, 8 Episoden)
- 2023: Which Brings Me to You
- 2024: Pavements

## Auszeichnungen, Preise
Für die Musik zur Serie The Naked Brothers Band erhielt er gemeinsam mit seinem Bruder Alex und seinem Vater Michael Wolff den BMI Cable Award 2007. 2009 wurde er für den UK Kids Choice Award als bester TV-Schauspieler nominiert und zusammen mit seinem Bruder Alex Wolff für die Kids Choice Awards Australia als beste Band.